# Bay Cities FC
Der Bay Cities Football Club war ein US-amerikanischer Fußballklub mit Sitz in Redwood City, Kalifornien.

## Geschichte
Der Klub wurde im Jahr 2021 gegründet und nahm zum Saisonstart der Herbst 2021 Saison am NISA Independent Cup teil. Zur Saison 2022 der NISA, stieg man dann auch in den Spielbetrieb der Regular Season ein. In der West Division sammelte man hier bis Ende August in zwölf Partien 15 Punkte und war hier schon auf einem ordentlichen dritten Platz. Aufgrund finanzieller Engpässe musste der Klub seine Mannschaft danach aber mitten in der Saison zurückziehen. Der Klub wurde damit einhergehend später auch aufgelöst. Durch den Rückzug passte die Liga ihr Spielformat für den Rest der Saison zudem in eine komplette Liga für alle Mannschaften an.